# Stefano Cavedagna
Stefano Cavedagna (Bologna, 9 dicembre 1989) è un politico italiano, dal 16 luglio 2024 europarlamentare.

## Biografia
Nato a Bologna, consegue il diploma di maturità presso il liceo scientifico Enrico Mattei di San Lazzaro di Savena, intraprendendo gli studi in relazioni Internazionali all’Università di Bologna e laureandosi nel 2015. 
Procede i suoi studi conseguendo il master universitario in Studi Diplomatici presso l’Istituto per gli Studi di Politica Internazionale e un master in Global marketing e promozione del made in Italy. Dal 2018 sostiene il Dottorato di ricerca in Diritto europeo presso l’Università di Bologna, titolo che consegue nel 2022 con tesi sul Fiscal Compact e le politiche di bilancio.  
È consigliere della Fondazione Italia USA.
Ha collaborato con diverse riviste di cronaca, analisi geopolitica e relazioni internazionali. 
Parla fluentemente inglese e francese.

## Attività politica
La sua carriera politica inizia durante il liceo, quando viene censurato per un suo articolo critico verso il comunismo pubblicato sul giornalino scolastico. Questo episodio lo porta ad incontrare Galeazzo Bignami e ad entrare in Azione Giovani, segnando l'inizio del suo impegno politico. 
Alle elezioni comunali in Emilia-Romagna del 2009 si candida al consiglio comunale di San Lazzaro di Savena, tra le liste del Popolo delle Libertà a sostegno del candidato sindaco Viviana Giuseppina Raisi, risultando eletto consigliere comunale.
Alle elezioni amministrative del 2021 si candida al consiglio comunale di Bologna, tra le liste di FdI a sostegno del candidato sindaco di centro-destra Fabio Battistini, venendo eletto consigliere comunale, diventando successivamente capogruppo di Fratelli d'Italia in consiglio comunale. 
Nel corso degli anni ha ricoperto vari ruoli all'interno dei movimenti giovanili di destra, prima come Presidente nazionale di Forza Italia Giovani, poi Membro dell’esecutivo nazionale di Azione Universitaria e, infine, Portavoce nazionale dei giovani di Fratelli d’Italia (FdI) nel 2019 e membro dell'Ufficio di presidenza di Gioventù Nazionale.
Nel corso dell’impegno giovanile a Bologna ha subito diverse aggressioni, tra le quali nel 2018 il lancio di due bombe molotov contro la sede del movimento universitario ed un'aggressione violenta nel 2022 assieme ad altri colleghi, costatagli 16 giorni di prognosi.
Alle elezioni europee del 2024 si candida al Parlamento europeo, tra le liste di Fratelli d'Italia (FdI) nella circoscrizione Italia nord-orientale, venendo eletto europarlamentare con 55.351 preferenze e diventando il primo di destra espresso dall'Emilia-Romagna. Al Parlamento europeo è membro della Commissione per il Mercato interno e la Protezione dei consumatori (IMCO), della Commissione per l’Ambiente, la Sanità pubblica e la Sicurezza alimentare (ENVI), della Commissione speciale sullo scudo europeo per la democrazia (EUDS), oltreché membro sostituto della Delegazione all'Assemblea parlamentare euro-latinoamericana.
Il 3 ottobre 2024 viene eletto presidente della Delegazione alla Commissione parlamentare mista UE-Cile.
Per incompatibilità costituzionale, il 10 gennaio 2025 si dimette da Consigliere comunale a Bologna per svolgere il nuovo ruolo da europarlamentare a Bruxelles.